# Thomas Startin Jnr.

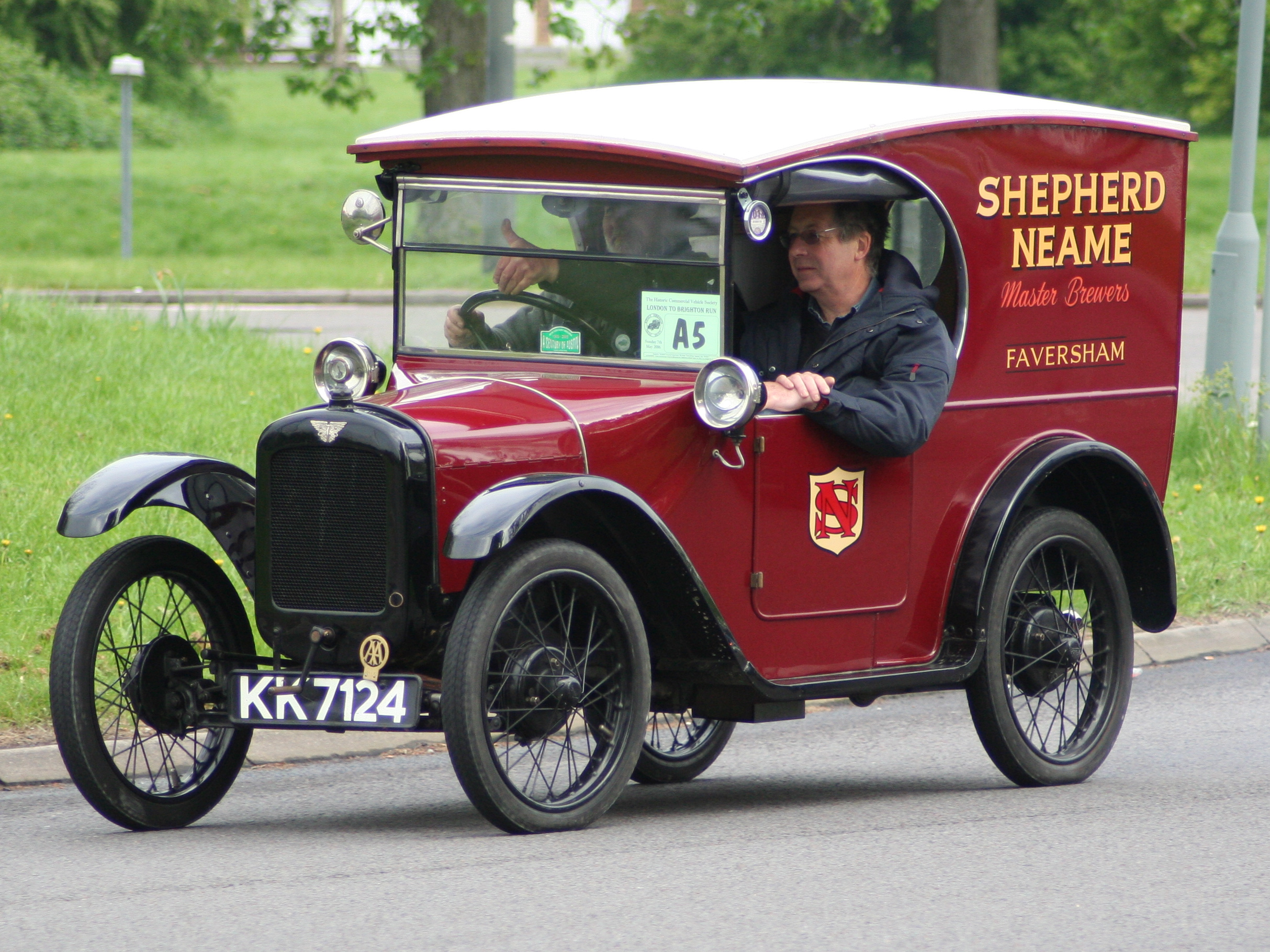
Austin 7 Van

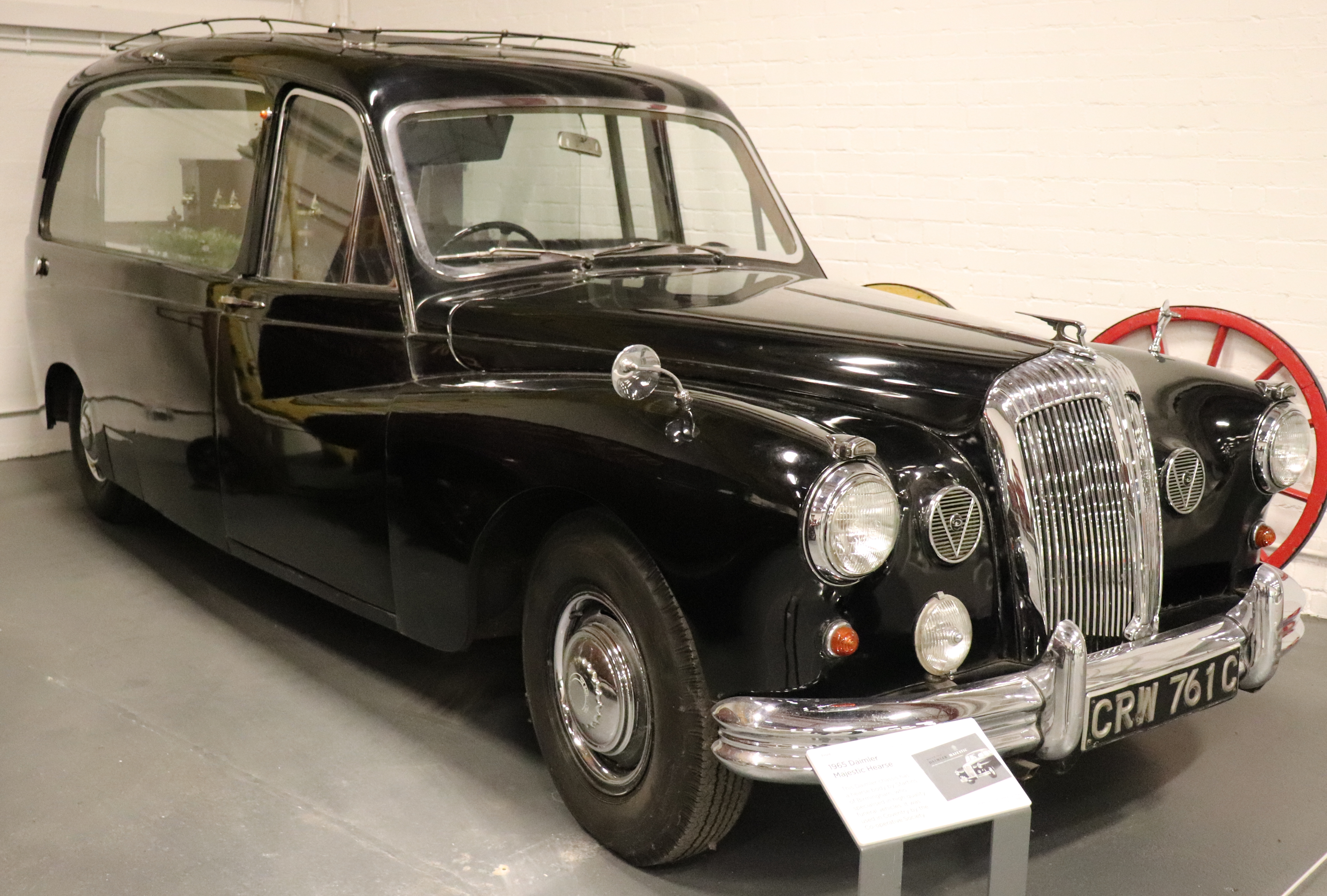
Bestattungswagen Daimler-Majestic-Major-Basis

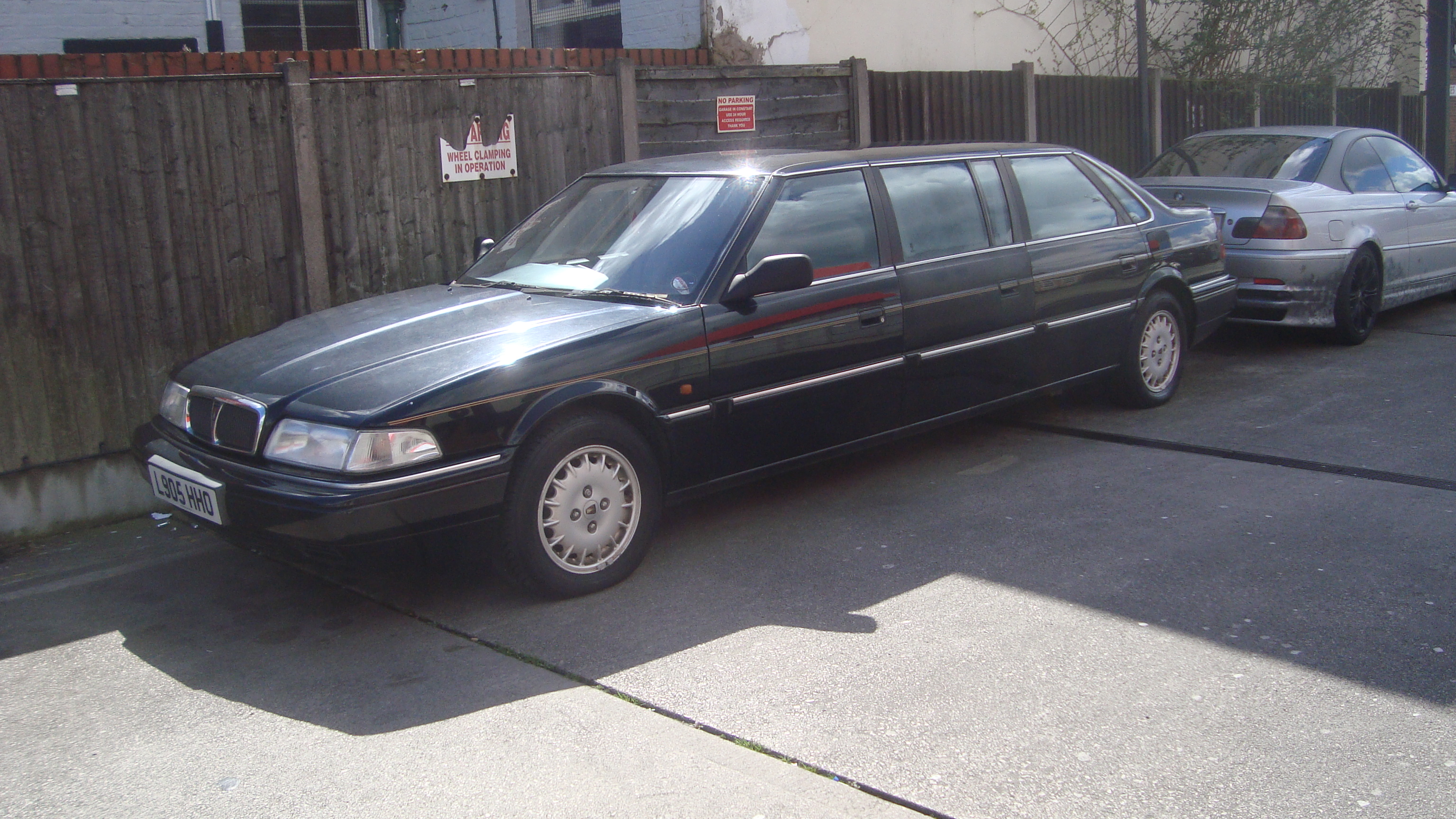
Nach Startin-Konstruktion von MacNeillie & Sons gebaut: Rover 800 Regency

Thomas Startin Jnr. Ltd. (kurz: Startin) war ein britischer Hersteller von Automobilkarosserien. Im 20. Jahrhundert hatte das Unternehmen seinen Schwerpunkt im Bau von Leichenwagen. Daneben entstanden auch PKW-Karosserien.

## Unternehmensgeschichte
Thomas Startin Jnr. Ltd. wurde 1840 in Birmingham gegründet. Das Unternehmen gehörte fast 150 Jahre lang der Familie des Gründers. Erst 1987 übernahm einer der bisherigen Manager die Anteilsmehrheit.

### Nutzfahrzeuge und Einzelstücke
In den ersten Jahrzehnten nach der Gründung produzierte Startin vor allem Kutschen. Im frühen 20. Jahrhundert begann der Bau von Automobilkarosserien. Zwar entstanden einzelne Aufbauten für PKWs, darunter mindestens eine Limousine auf dem Fahrgestell des Rolls-Royce 20/25 (1931); der Schwerpunkt der Tätigkeit lag aber spätestens seit den 1920er-Jahren beim Bau von Nutzfahrzeugkarosserien. Von 1923 bis in die frühen 1930er-Jahre hinein baute Startin im Werksauftrag die Lieferwagen-Versionen des Austin Seven. Zu dieser Zeit übernahm Startin auch eine Werksvertretung der Austin Motor Company.

### Bestattungsfahrzeuge und Limousinen
Nach dem Zweiten Weltkrieg konzentrierte sich Startin auf den Bau von Leichenwagen. Zusammen mit den Konkurrenten Woodall Nicholson und Eagle Specialist Vehicles wurde Startin zu einem der Marktführer in Großbritannien. Basis waren unterschiedliche Serienfahrzeuge wie der Austin FL2, den Startin in den 1960er-Jahren in kleiner Serie umbaute, oder der US-amerikanische Ford Galaxie. Schwerpunktmäßig arbeitete Startin allerdings mit Chassis der Daimler Motor Company. Die Fahrgestelle kamen von den Repräsentationsfahrzeugen Daimler Majestic Major bzw. DR450 und – ab 1969 – DS420. Das Unternehmen bezog vom Werk fahrbereite DS420-Chassis und installierte eigenständige, von Ken Bilson entworfene Aufbauten, die aus handgefertigten Blechen bestanden. Anfänglich hatten Startins DS420-Leichenwagen eine hohe Heckpartie; in den 1970er-Jahren wurden low-line-Modelle mit flacherem Dach eingeführt. Startin baute insgesamt mehr als 300 Bestattungsfahrzeuge auf DS420-Chassis. Das letzte von wurde 1994 ausgeliefert, zwei Jahre nachdem Jaguar die Produktion des Ausgangsfahrzeugs eingestellt hatte. 
Zu dieser Zeit war das Hauptgeschäft des Unternehmens allerdings bereits der Umbau des Rover 800. Startin machte daraus Bestattungsfahrzeuge sowie verlängerte Limousinen mit drei Sitzreihen und anfänglich vier Türen, die als Rover Regency verkauft wurden. Mit der Einführung der zweiten Serie des Rover 800 ging Startin zu einer nochmals verlängerten Variante mit sechs Türen über. Vielfach lieferte das Unternehmen Paare aus übereinstimmend gestalteten Leichenwagen und Limousinen (matching pairs) an die Bestattungsunternehmen.

### Verkauf an MacNeillie & Son
Mitte der 1990er-Jahre verkaufte Startin die Karosseriebauabteilung an den Konkurrenten MacNeillie & Son in Walsall, der auch die Fertigung der Rover Regency nach Startins Konstruktionsplänen fortsetzte, sodass am Ende über alle Serien mehr als 300 Regencys entstanden. Die Startin Group, deren Sitz mittlerweile nach Redditch, Worcestershire, verlegt wurde, ist seitdem nur noch als Autohändler tätig.